# Minkowski-Medaille
Die Minkowski-Medaille ist eine Auszeichnung der Deutschen Mathematiker-Vereinigung für herausragende wissenschaftliche Leistungen in der Mathematik. Sie wird im Wechsel mit der Georg-Cantor-Medaille alle zwei Jahre vergeben. Sie erinnert an Hermann Minkowski und ist mit 2000 Euro dotiert.
Im September 2020 vergab die DMV bei dem Festakt auf der DMV-Jahrestagung an der Technischen Universität Chemnitz anlässlich ihres 130-jährigen Jubiläums erstmals die neu geschaffene Medaille, mit der Mathematiker ausgezeichnet werden sollen, „die sich durch herausragende Arbeiten bereits internationale Anerkennung erworben haben“.

## Preisträger
- 2020: Moritz Kerz
- 2022: Martina Hofmanová[1]
- 2025: Markus Hausmann[2]